# Iskandaria
Iskandaria is een monotypisch geslacht van straalvinnige vissen uit de familie van de bermpjes (Nemacheilidae).

## Soort
- Iskandaria kuschakewitschi (Herzenstein, 1890)